# Moncontour (Vienne)
Moncontour è un comune francese di 1 051 abitanti situato nel dipartimento della Vienne nella regione della Nuova Aquitania.

## Società

### Evoluzione demografica
Abitanti censiti